# 中村時長
中村 時長（なかむら ときなが）は、戦国時代の武将。小太郎、中村日向守。下野国の宇都宮氏家臣。第15代中村城主。
宇都宮氏の五指に入るほどの闘将と謳われた中村玄角の嫡男。源義経の遺児とされる中村朝定より数えて16代目の孫にあたり中村城最後の城主。

## 中村城の戦い

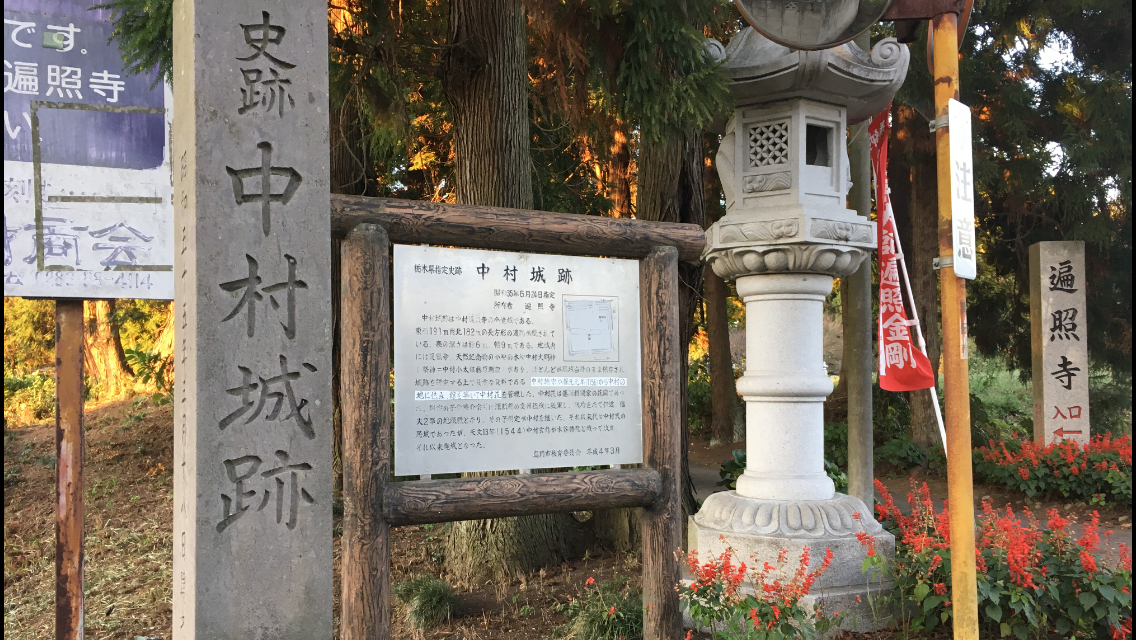
栃木県指定文化財・中村城跡

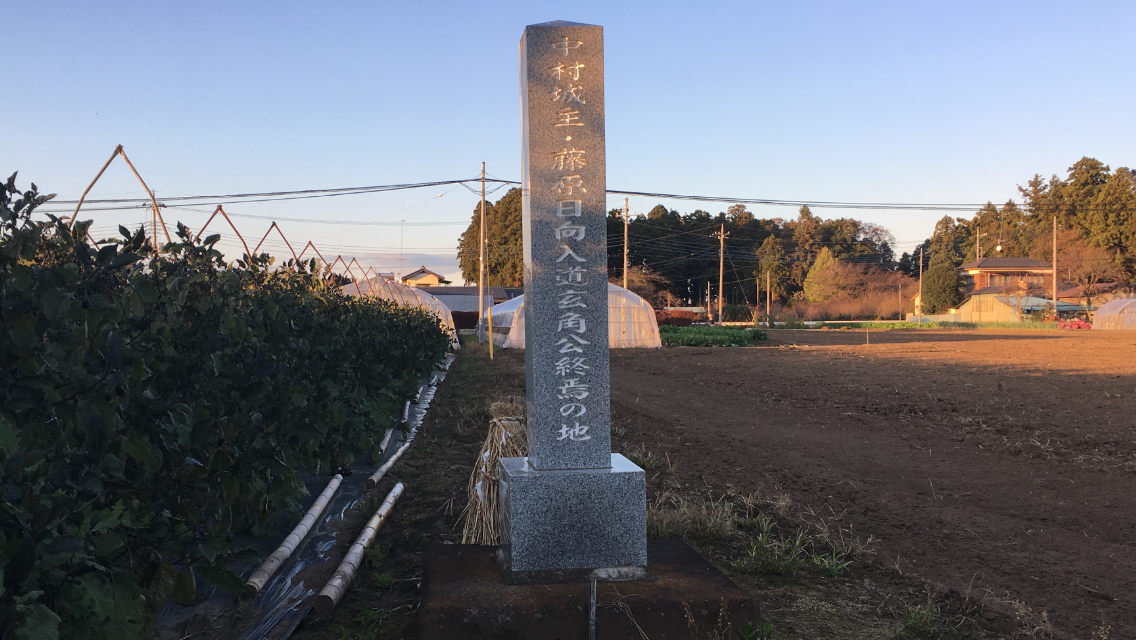
中村入道玄角石碑

天文13年（1544年）10月に結城氏の家臣で後に負け知らずの猛将と謂われる水谷正村（後の蟠龍斎）が中村城に攻めてきた際に父の玄角とともに正村の軍勢を撃退している。領民に慕われていた玄角・時長親子は中村の領民と共にその晩、祝杯をあげていたがその領民を盾に正村の軍勢が夜襲を掛けた。父玄角は時長に城に火を放ち、その隙に領民を逃し主家宇都宮を頼るよう命じ自らは城の南西において楯になり激闘の中、討ち死にした。父玄角の命により中村城に火を放ち無念の中、宇都宮へ返した。中村の領民たちは中村玄角、時長親子を慕い「畑に地しばり　田にひる藻　久下田に蟠竜なけりゃよい」という草取り唄を歌い継ぎ、果敢に領民を守った玄角の討ち死にの地には碑が立ち、最後の城主時長を祀る社が領民によって建立され、現代まで伝わっている。

## 石島ケ原の合戦（久下田城の戦い）
天文14年（1545年）、水谷正村は中村領を手中に治めるも玄角の策により中村城が焼失していたために久下田城を宇都宮領との境界近くに築城し、下館城には弟の水谷勝俊を配置した。中村城の戦いの顛末に宇都宮俊綱は憤激し、4月に武田治部太夫信隆を大将に時長、八木岡貞家を先鋒に久下田城に攻め入った。時長は常野の鏡久下田表に水谷勢と戦ったが大将の武田治部太夫信隆、八木岡城主の八木岡貞家が討ち取られてしまい時長は孤軍奮闘なるも旧領を取り戻すことは叶わなかった。

## 中村小太朗神社

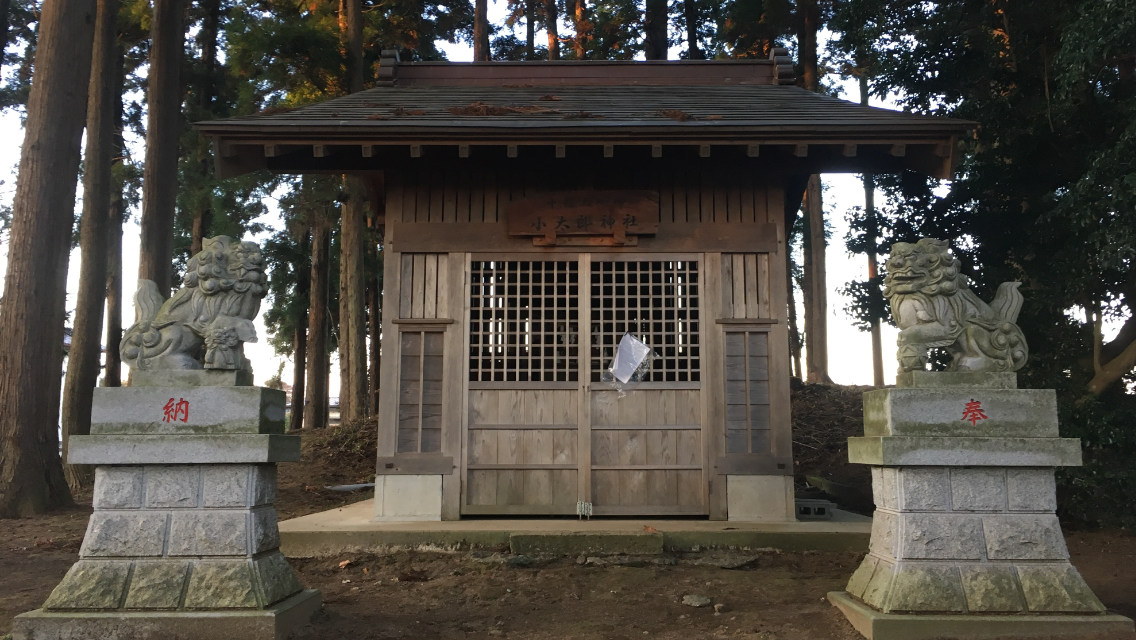
中村小太郎神社

中村城の戦い、久下田城の戦いの後、天文15年（1547年）～24年（1555年）の頃に時長は中村城の弔いと敵方に城址を利用されないため、領民を守るためにと、時長自らが中興開基となり遍照寺を北東に3キロほど離れた茅堤の地より中村城址に遷らしたとされている。中村領民たちは宇都宮へと移領してなお中村の郷を思護する時長を慕い中村大明神を時長の名である中村小太朗神社として結城領、その後天領となった後にも領民たちの手によって守られ現代まで伝えられている。なお現在は中村領民たちの手によって中村朝宗（伊達朝宗）をご祭神とし歴代の中村氏を祀り、中村城址内である遍照寺の敷地内へと移築されている。

## 上三川の戦い
天正14年（1586年）、水谷正村は宇都宮国綱の家臣今泉泰光の上三川城へ攻め込んで来た。国綱は芳賀高氏、長山通兄を大将に今泉泰光（上三川城主）、薬師寺阿岐守、清水大和守、そして時長を伴い水谷正村と対陣した。結城晴朝は勝機無く、中村領の内、寺内、若旅、加倉、粕田、寺分、下大沼、上大沼、柳林、勝瓜、長田、伊勢崎、小橋、大和田、上下西金井、高間木、亀山を宇都宮領とする条件で和睦を申し出、時長は旧領復帰を果たすこととなった。

## 豊臣秀吉による宇都宮仕置きと宇都宮国綱の改易
時長は宇都宮広綱、宇都宮国綱と宇都宮氏の重臣となり、旧領復帰が叶うも中村城が落城していたため、拝領された宇都宮の地に居た。天正18年（1590年）に、伊達政宗が秀吉に服属してほどなく、秀吉の日本統一が達成された宇都宮城で奥州仕置（宇都宮仕置）が行われた。この宇都宮の地において時長と政宗が接見したとされている。
慶長2年（1597年）に書かれた宇都宮国綱家臣名簿（栃木県立図書館所蔵）には宇都宮国綱の8名しかいない知行2千石以上の家臣の最初に名を連ねている。中村城落城後に書かれた宇都宮氏分限帳では知行100石に減封されているので知行地のほとんどが中村12郷であった事が窺える。
慶長2年10月13日（1597年11月22日）豊臣秀吉により宇都宮国綱が突如として改易された。
宇都宮国綱没落後は宇都宮氏の家臣たちは国綱に帯同することが許されず、そのほとんどが村役人などになり宇都宮の地に残らざるを得なかった。時長は宇都宮氏より拝領していた戸祭村の中城（戸祭城）跡地にそのまま留った。時長はこの宇都宮国綱が改易された慶長2年に没したと伝わっている。
主家である宇都宮氏と旧臣たちとの交流は江戸時代も続いたが、宇都宮氏が宇都宮城主として再興することはなかった。
- 中村日向守時長の仙台藩落ち延び説

遍照寺 (真岡市)の古記録では時長は中村城落城後に奥州岩ケ淵の館に住んだとされているが、仙台藩の中村日向守は元は新田氏で元禄3年（1690年）仙台藩4代目の藩主伊達綱村より中村の姓を拝領し中村日向守と名乗り岩ケ崎に住したとの記録が残されている。江戸時代でも仙台藩との交流があった同地に同じ中村日向守であったため混同されて伝わったものと考えられている。